# ول کاج میجر
ول میجر (نام علمی: Microtus majori) نام یک گونه از خانواده همسترهای دم‌کوتاه است.